# Chen Aisen
Chen Aisen (chinesisch 陳艾森 / 陈艾森, Pinyin Chén Àisēn, * 22. Oktober 1995 in Guangzhou) ist ein chinesischer Wasserspringer, der im Turmspringen sowohl in der Einzeldisziplin als auch in der Synchronwertung antritt.

## Karriere
Seine erste Goldmedaille bei internationalen Wettkämpfen gewann er im Alter von 19 Jahren bei den  Asienspielen 2014 in Incheon im Synchronspringen vom 10-m-Turm. Eine weitere Goldmedaille und den Weltmeistertitel gewann er im Synchronspringen vom 10-m-Turm bei den Weltmeisterschaften 2015 in Kasan.
Bei den Olympischen Sommerspielen 2016 wurde er Olympiasieger im Turmspringen und zusammen mit seinem Landsmann Lin Yue im Synchronspringen vom 10-m-Turm.
Weitere Titel erreichte er bei den Schwimmweltmeisterschaften 2017 in Budapest, bei denen er Weltmeister im Synchronspringen vom 10-m-Turm und Vizeweltmeister im Turmspringen wurde. Im Jahr 2018 verteidigte Aisen seinen Titel im Synchronspringen vom 10-m-Turm bei den Asienmeisterschaften 2018 in Jakarta. Bei den Weltmeisterschaften 2019 in Gwangju wurde er zum dritten Mal Weltmeister im Synchronspringen vom 10-m-Turm.
Bei seiner zweiten Teilnahme an den Olympischen Sommerspielen 2020 in Tokio erreichte er mit seinem Landsmann Cao Yuan im Synchronspringen vom 10-m-Turm den zweiten Platz und gewann die Silbermedaille.